# Lutomski (Adelsgeschlecht)

Wappen I derer von Lutomski

Die Familie von Lutomski war ein preußisch-polnisches Adelsgeschlecht.

## Geschichte
Die Lutomski waren ein altpolnisches Adelsgeschlecht, das seinen Namen von dem Dorf Lutom ableitet und mit Michał, Wojciech, Bartosz und Stanisław Lutomski erstmals im Jahre 1570 erwähnt wird. Daneben verfügten die Lutomski beispielsweise Besitzungen in Odri (Odry), Zappen (Zapędowo) oder Karlsbraa (Zarzecze). Angehörige der Familie waren Abgeordnete des Sejm und bekleideten kleinere Ämter.
Offenbar war das Geschlecht noch im 19. Jahrhundert auf Lupowo (Kreis Gnesen) in der Provinz Posen begütert. Zuvor saßen die Lutomski auch auf mehreren Gütern in der Provinz Westpreußen, namentlich u. a. auf Spengawsken (Szpęgawsk). Der ermländische Domherr Theodor von Lutomski verfügte im Jahre 1772 ferner über einen Grundbesitz von 101 Hufen im Kreis Konitz.
Der Familie führte zwei verschiedene Wappen.

## Wappen Lutomski I
- Blasonierung: Schild: Auf Rot ein weißer aufwärts gekehrter Halbmond, auf dem ein weißes Schwert mit rotem Griff steht. Helm: Gekrönt, die Schildfigur auf einem Pfauenschwanz. Decken: Rot und weiß.

Variation des Wappens I derer von Lutomski

## Wappen Lutomski II
- Blasonierung: Schild: Auf Weiß ein goldener, auf einer roten Zinnenmauer hervorwachsender, einen goldenen Ring haltender Löwe. Helm: Gekrönt; der Löwe wachsend. Decken: Rot und weiß.